# Formació de l'Argila de Londres
L'Argila de Londres és un dipòsit marí conegut pels seus fòssils. És el jaciment més important de l'Ipresià del sud d'Anglaterra, i l'únic lloc d'Europa on es troba una varietat de fòssils vegetals de l'Eocè inferior.
L'argila fou dipositada en un mar que arribava als dos-cents metres de profunditat a la seva regió oriental. S'han trobat fins a cinc cicles de deposició (representant una transgressió seguida per una reducció de la profunditat del mar), sobretot a la regió occidental, més somera. Cada cicle comença amb material bast (incloent-hi còdols de sílex arrodonits) i acaba amb una argila cada vegada més sorrenca.
Els fòssils d'animals inclouen bivalves, gastròpodes, nàutils, cucs de tub, estrelles amb potes espinoses, crancs, llagostes, peixos (incloent-hi dents de tauró i de rajada), rèptils (especialment tortugues), i rars exemplars d'ocells. També s'hi han trobat alguns fòssils de mamífers.
Hi són abundants els fòssils de plantes, incloent-hi fruits i llavors. Fa gairebé tres segles que es recullen fòssils vegetals de l'Argila de Londres, i se n'han descrit unes 350 espècies. Això fa que la flora de l'Argila de Londres sigui una de les més diverses en fruits i llavors fòssils.